# Fuad Hassen
Fuad Hassen is een Nederlands stand-upcomedian van Eritrese afkomst.

## Biografie
Fuad Hassen vluchtte op vijfjarige leeftijd vanuit Eritrea naar Nederland, tezamen met zijn moeder en broertje. Zij kwamen aan in 's-Hertogenbosch. Na diverse opleidingen en baantjes te hebben gehad, besloot Hassen om stand-upcomedy te proberen. Op 11 juni 2006 ging hij voor het eerst "stand-uppen" tijdens de Open Mic-avond van het Comedy Café in Amsterdam.

## Theater
In 2008 meldde Hassen zich aan voor de Culture Comedy Award, waarbij hij in de finale terechtkwam en er uiteindelijk vandoor ging met zowel de jury- als publieksprijs. In zijn optredens spreekt hij vaak over de kleine dingen des levens.

## Film
In 2019 speelde Fuad Hassen de rol van Nigeriaans staatshoofd in de film Het irritante eiland.

## Trivia
In zijn eigen woonplaats is hij onder andere bekend als de host van Hiphop in Duketown, hét hiphopfestival van 's-Hertogenbosch. Ook is hij oprichter en MC van de comedyclub van 's-Hertogenbosch: Punchline! Comedy Club.